# Je danse le mia
«Je danse le mia» es una canción del grupo francés IAM. Apareció en el álbum Ombre est lumière. Este éxito fue lanzado en octubre de 1993. Es el segundo sencillo más vendido de 1994 en Francia. El vídeo fue dirigido por Michel Gondry. La canción está construida en un sample de la canción Give Me the Night del guitarrista estadounidense George Benson.
La chanson evoca con un tono irónico las noches de fiesta en el Marsella de las ochenta.
Sin pertenecer espécificamete ni al género rap ni al hiphop, Je danse le mia es una de las canciones más fundamentales del entonces recién nacido rap francés. Es una oda sintomática del principio de las noventa.
- Datos: Q3163419